# Антонін Раценбергер
Антонін Раценбергер (чеськ. Antonín Ratzensberger, 18 червня 1893 — 3 жовтня 1963, Чехословаччина) — чеський футболіст, що грав на позиції захисник. Виступав у складі клубів «Спарта» (Прага) і «Славія» (Прага).

## Клубна кар'єра
У 1915—1916 роках грав у складі команди «Спарта» (Прага). З 1917 по 1923 рік виступав у клубі «Славія» (Прага). Дебютував у складі команди 6 березня 1917 року в матчі проти команди «Метеор» (Лібень) - 6:1.
Чемпіон Середньочеської ліги 1918 року. Всього за «Славію» зіграв 292 матчів і забив 6 голів.

## Кар'єра в збірних
У 1922 році зіграв свій єдиний офіційний матч у складі збірної Чехословаччини. Зіграв у захисті в парі з Емілем Сейфертом у поєдинку зі збірною Італії в Турині, що завершився нічиєю 1:1.
Крім цього грав у різних товариських матчах у складі збірних Богемії, Праги і т.п. В 1917 році брав участь матчі між збірними Богемії і Нижньої Австрії, що завершився нічиєю 2:2
В 1919 році був у заявці збірної на Міжсоюзницьких іграх, де чехословацька команда стала переможцем.
В 1920 році збірна Чехословаччини виступала на Олімпійських іграх в Антверпені. Раценбергер не потрапив до попередньої заявки 27 серпня, але був з командою на турнірі. Його обрали чехословацькі представники команди на роль бокового арбітра в півфінальному матчі проти Франції. Але на 60-й хвилині головний арбітр матчу Муттерс з Бельгії замінив його на свого співвітчизника через упереджене суддівство. Раца регулярно сигналізував про офсайд у французів, коли його могло й не бути. На той момент рахунок матчу був 1:0 на користь Чехословаччини, а у підсумку завершився їх перемогою 4:1.